# Izzik a tavaszi délután
Izzik a tavaszi délután – ósmy album studyjny węgierskiej grupy Bikini, wydany w 1992 roku. Nagrań dokonano w Tom-Tom Stúdió. Album został wydany przez EMI-Quint na MC i CD.
Wkrótce po opublikowaniu albumu zespół rozpadł się, dając pożegnalny koncert 21 listopada 1992 roku w Budapeszcie. Reaktywacja grupy nastąpiła pięć lat później.

## Lista utworów
1. „Bécsi kapu” (0:33)
2. „Szőrös bunda” (3:54)
3. „Jólét” (3:00)
4. „1992” (3:45)
5. „Magas láz” (2:38)
6. „Magyarország” (3:35)
7. „Veri az élet” (3:22)
8. „Jobb nélküled” (2:57)
9. „Izzik a tavaszi délután” (3:01)
10. „Viva rock’n’roll” (2:30)
11. „Várom a holnapot” (4:08)

## Skład zespołu
Źródło: bikininet.hu
- Lajos D. Nagy – wokal
- Zsolt Daczi – gitara
- Alajos Németh – gitara basowa, instrumenty klawiszowe
- Péter Gallai – instrumenty klawiszowe
- Bertalan Hirlemann – instrumenty perkusyjne
- Endre Csillag – gitara (gościnnie)